# Алберто Акуилани
Алберто Акуилани (на италиански: Alberto Aquilani) е бивш италиански професионален футболист. Играл е за отбори като Ювентус и Ливърпул, но по-голяма част от кариерата си прекарва във Фиорентина. Типичната му позиция е централен полузащитник, но успешно играе и като опорен и атакуващ халф.
По време на престоя си в Рома получава прякора Il Principe („Принцът“ на италиански) от привържениците на тима.

## Клубна кариера

### Рома
Юноша на Рома, през 2001 Акуилани получава оферти от Челси и Арсенал, но ги отхвърля и продължава да играе за юношите.
Дебютът му за първия тим е на 10 май, 2003 г., срещу Торино.
Прекарва сезон 2003/2004 под наем в Триестина, а през следващия сезон се завръща и налага в стартовата единадесеторка на „Вълците“.

### Ливърпул
На 5 август, 2009 г. Ливърпул привлича Акуилани за сумата от 20 млн. евро плюс бонуси. Там наследява номер 4, който преди това е носен от вече напусналия в посока Байер Сами Хюпия. Първият му официален мач за „Червените“ е срещу Арсенал в турнира Купата на Лигата, а дебютът му във Висшата лига е на 9 ноември 2009 г., срещу Бирмингам.

### Ювентус
На 25 август 2010 г. Акуилани официално преминава под наем в отбора на Ювентус за един сезон, като „Старата госпожа“ може да се възползва от клауза в договора и да закупи правата му за 16 млн. евро.

## Фиорентина
На 3 август 2012 преминава в редиците на италианския Фиорентина.

## Национален отбор
Акуилани е играл за всички младежки формации на Италия. Първият му мач за представителния отбор на Италия е в приятелска среща срещу Турция на 15 ноември 2006 г.